# Henryk Jaźnicki
Henryk Jaźnicki, né le 17 septembre 1917, à Radzyń Podlaski, en Pologne et mort le 25 février 2004, est un ancien joueur international de football et de basket-ball et un joueur de volley-ball polonais. Il a été marié à Irena Kamecka.

## Carrière
Il reçoit une sélection en équipe de Pologne de football, le 27 août 1939, lors d'un match amical contre la Hongrie (victoire 4-2 à Varsovie).
Il participe avec l'équipe de Pologne de basket-ball au championnat d'Europe 1947. La Pologne se classe sixième de la compétition.